# Periophthalmus modestus
A Periophthalmus modestus a csontos halak (Osteichthyes) főosztályának a sugarasúszójú halak (Actinopterygii) osztályába, ezen belül a sügéralakúak (Perciformes) rendjébe, a gébfélék (Gobiidae) családjába és az iszapugró gébek (Oxudercinae) alcsaládjába tartozó faj.

## Előfordulása
A Periophthalmus modestus előfordulási területe a Csendes-óceán északnyugati részén van. A következő országok és régiók területein lelhető fel: Vietnám, Koreai-félsziget és Japán déli része.

## Megjelenése
Ez a halfaj legfeljebb 10 centiméter hosszú, de már 4 centiméteresen felnőttnek számít. A hasúszóknak csak az elülső van összeforrva. Az első hátúszója közepes méretű, és a széle lekerekített; 10-17 tüske ül rajta. A szélének közelében egy szürke csík húzódik; pontok nincsenek rajta; az első tüskéje ugyanolyan hosszú, mint a többi. A második hátúszón is csak egy szürke csík van. A két hátúszó nincs összekötve. Egy hosszanti sorban 75-100 pikkely ül.

## Életmódja
Szubtrópusi halfaj, amely egyaránt megél az édes-, sós- és brakkvízben is. Az oxigént képes, egyenesen a levegőből kivenni, azzal a feltétellel, ha nedvesek a kopoltyúi és a bőre. A víz alá is lemerülhet. A szárazon akár 22-60 órát is ülhet. A folyótorkolatok, a mocsarak és az árapálytérségek iszapos részein él; kerüli a növényzetet. A szárazföldön vadászik. Gerinctelenekkel táplálkozik.

## Felhasználása
Ezt az iszapugró gébet csak kis mértékben halásszák. A kifogott példányokat főleg a hagyományos kínai orvoslásban használják fel. A városi akváriumok is tartják.

## Képek

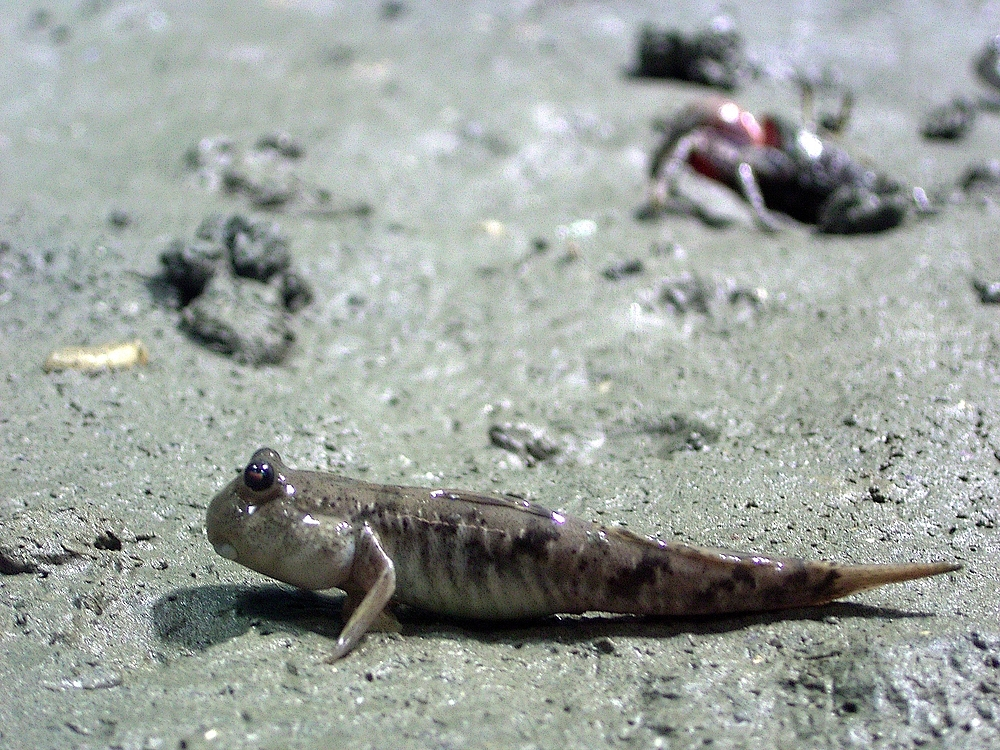
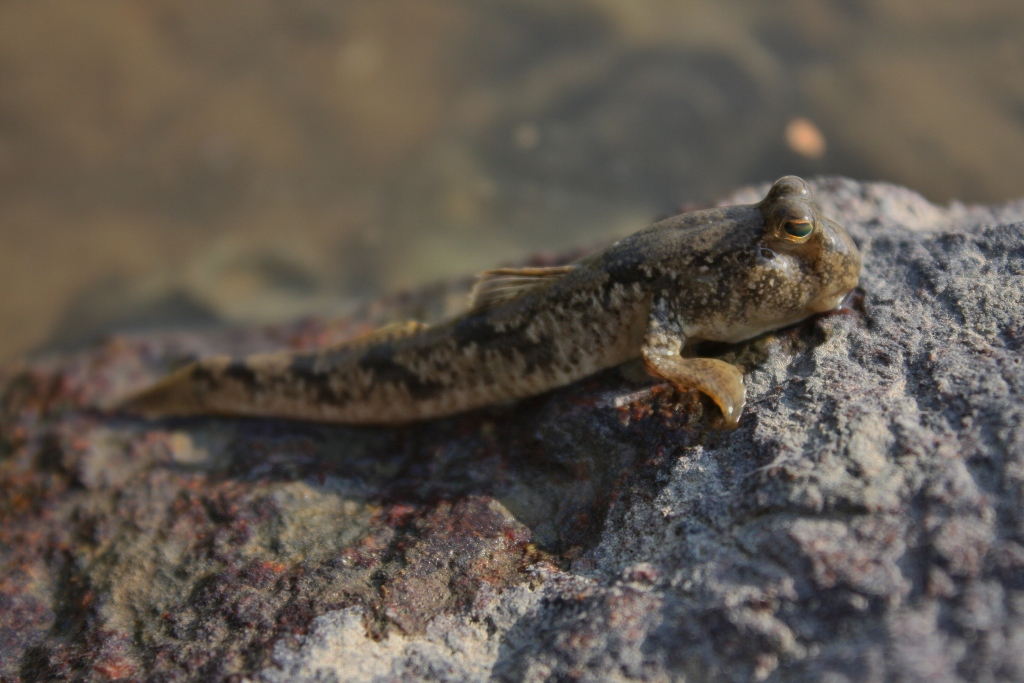
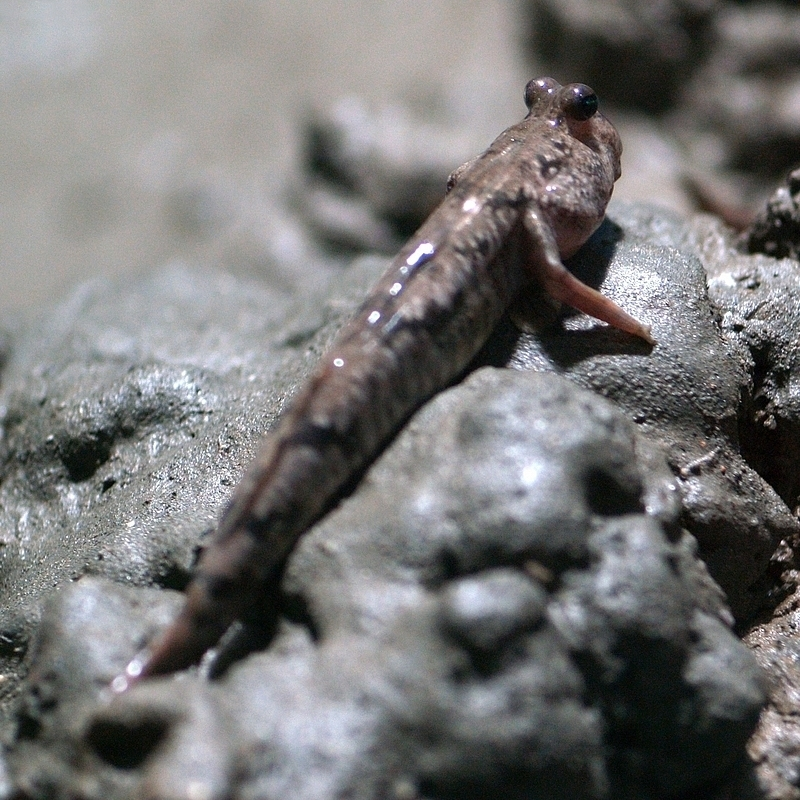
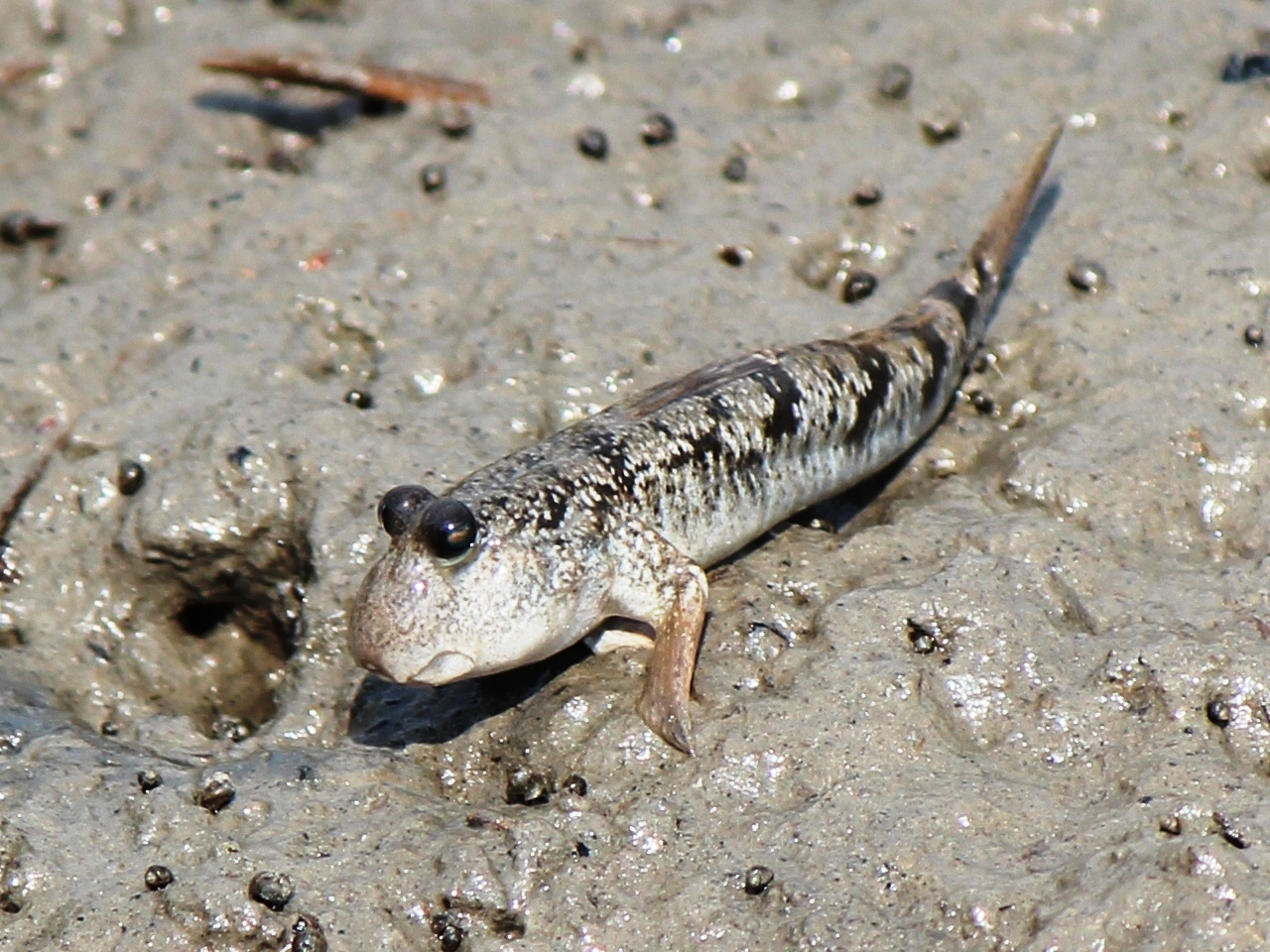